# Petersburg (Illinois)
Petersburg település az Amerikai Egyesült Államok Illinois államában, Menard megyében, melynek megyeszékhelye is. Lakosainak száma 2258 fő (2020. április 1.).

## Népesség
A település népességének változása:

| 2010 | 2 260 |
| 2020 | 2 258 |